# Світовий політичний процес
Світовий політичний процес — сукупність дій та взаємовідносин суб'єктів політики в тих сферах міжнародних відносин, що мають глобальне значення для всього людства.
На політичне життя тієї чи іншої держави значний, а іноді й вирішальний вплив мають зовнішні чинники, міжнародна обстановка, політичні процеси в сусідніх країнах.
Сфери міжнародних відносин, що мають глобальне значення:
- розподіл ресурсів і технологій між країнами світу;
- контроль за зброєю масового знищення, її нерозповсюдженням та роззброєнням;
- боротьба з міжнародним тероризмом.